# Localizzazione (linguistica)
Nella scienza della traduzione, la localizzazione – di indole semiotico-linguistica – è un processo di adattamento culturale di un prodotto, dispositivo o testo (in genere, la traduzione di un sito web o software), volto a renderlo fruibile dai parlanti di una data nazione (specie in vista delle locali differenze sociali e comunicative); in virtù della sua natura interdisciplinare, tale processo include pure il design, l'ingegneria, il marketing e, in generale, ogni scienza necessaria al raggiungimento di tale adattamento.
Tale processo può comportare la modifica anche profonda del testo o prodotto iniziale, in linea con le teorie sull'accettabilità linguistica e dell'usabilità, e necessita dell'applicazione di tecniche specialistiche e competenze culturali e di traduzione (sia della lingua e area di origine, sia di quelle di destinazione). I prodotti che possono essere oggetto di tale processo sono numerosi: dalle campagne di comunicazione alla pubblicità (televisiva, editoriale), dai film e serie televisive ai software (sistemi operativi, applicazioni e programmi), dai siti web ai manuali d'uso, dalle pubblicazioni mediche e scientifiche, sino alle etichette dei prodotti e così via.

## Elementi di applicazione

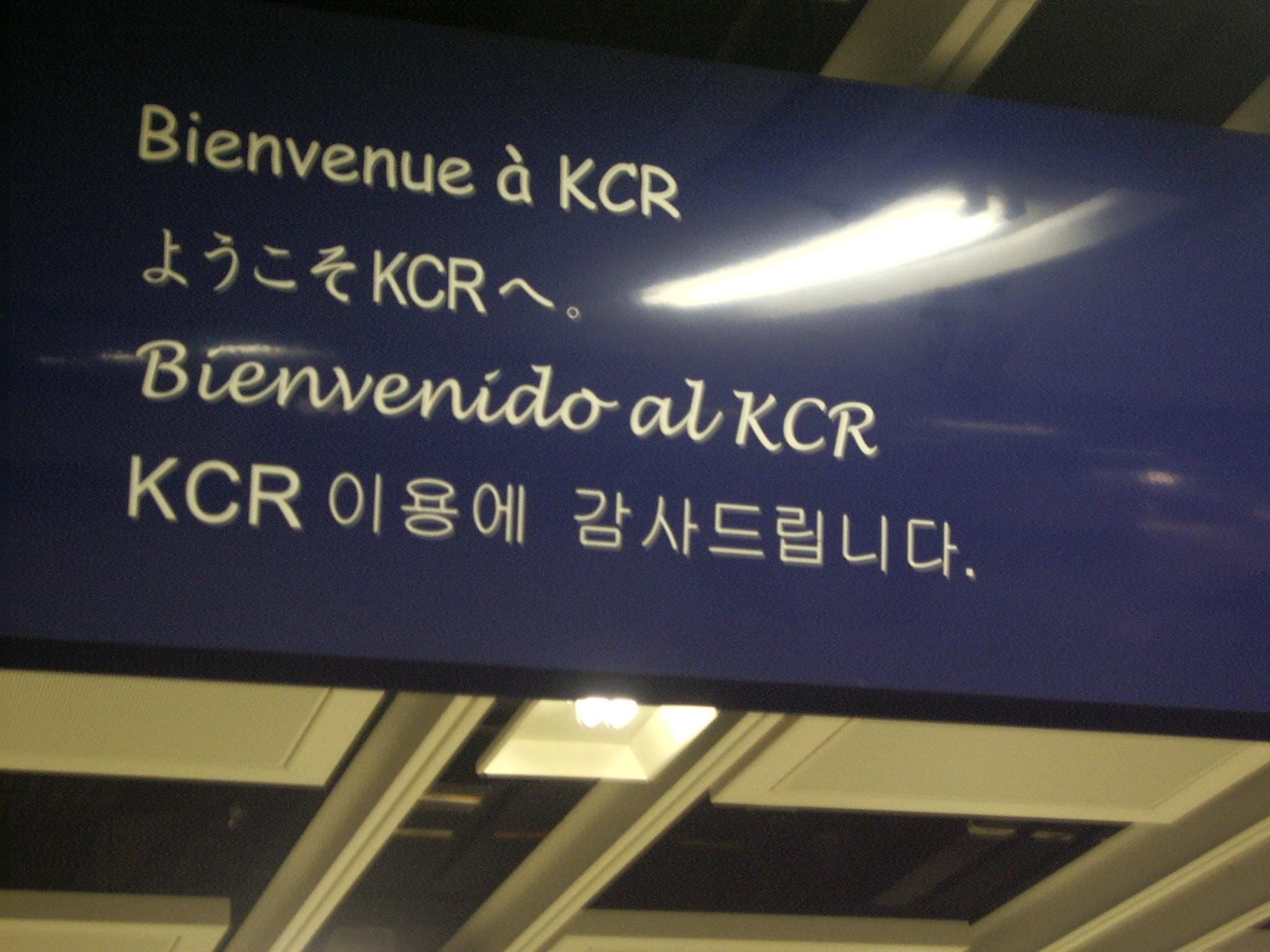
Un cartello di benvenuto in francese, giapponese, spagnolo e coreano presso la stazione della KCR a Hong Kong

La localizzazione si applica a ciò che ci si propone di diffondere su un mercato estero particolare. Alcuni degli elementi di applicazione del processo di localizzazione comprendono:
- La lingua
  - alfabeti e sistemi di scrittura;
  - sistemi di numerazione;
  - direzione della scrittura (es. da sinistra verso destra e da destra verso sinistra).
- La cultura
  - i significati e i significanti
  - i sensi, doppi sensi (ed eventualmente l'ironia e il sarcasmo, quando necessari)
  - il metatesto e metadiscorso
  - le mappe semantiche
  - l'usabilità e accessibilità
  - date e orari: formato, calendari e fusi orari
  - la valuta e i sistemi di peso e misura
  - immagini e colori: questioni relative alla comprensibilità e all'appropriatezza culturale
  - nomi, titoli, documenti d'identità, passaporti, numeri di telefono, indirizzi e codici postali internazionali
  - trasporti; segnaletica bilingue, posizione di guida (a destra nel Regno Unito o nei paesi del Commonwealth)

## Il concetto dilocale
"Locale" è quel gruppo di parametri che definisce la lingua, il paese e qualsiasi altra variante specifica. Normalmente, in particolare nel software o nei siti web, un identificatore locale è formato da un identificatore di lingua (in minuscolo) e da un identificatore di regione (in maiuscolo). L'identificatore di regione è particolarmente importante, ad esempio, per quelle applicazioni che utilizzano il fuso orario. Di seguito sono riportate alcune lingue parlate e utilizzate comunemente in più di una nazione e i loro relativi identificatori locali.
| Identificatore | Regione            |
| -------------- | ------------------ |
| al-AL          | Albania            |
| al-KS          | Kosovo             |
| al-MK          | Macedonia del Nord |

| Identificatore | Regione             |
| -------------- | ------------------- |
| ar-AE          | Emirati Arabi Uniti |
| ar-BH          | Bahrein             |
| ar-DZ          | Algeria             |
| ar-EG          | Egitto              |
| ar-IL          | Israele             |
| ar-IQ          | Iraq                |
| ar-JO          | Giordania           |
| ar-KW          | Kuwait              |
| ar-LB          | Libano              |
| ar-LY          | Libia               |
| ar-MA          | Marocco             |
| ar-MR          | Mauritania          |
| ar-OM          | Oman                |
| ar-PS          | Palestina           |
| ar-QA          | Qatar               |
| ar-SA          | Arabia Saudita      |
| ar-SD          | Sudan               |
| ar-SO          | Somalia             |
| ar-SY          | Siria               |
| ar-TD          | Ciad                |
| ar-TN          | Tunisia             |
| ar-YE          | Yemen               |

| Identificatore | Regione    |
| -------------- | ---------- |
| bn-BD          | Bangladesh |
| bn-IN          | India      |
| bn-SG          | Singapore  |

| Identificatore | Regione                       |
| -------------- | ----------------------------- |
| ch-GU          | Guam                          |
| ch-MP          | Isole Marianne Settentrionali |

| Identificatore | Regione   |
| -------------- | --------- |
| zh-CN          | Cina      |
| zh-SG          | Singapore |
| zh-TW          | Taiwan    |

| Identificatore | Regione        |
| -------------- | -------------- |
| ko-KP          | Corea del Nord |
| ko-KR          | Corea del Sud  |

| Identificatore | Regione              |
| -------------- | -------------------- |
| hr-BA          | Bosnia ed Erzegovina |
| hr-HR          | Croazia              |

| Identificatore | Regione     |
| -------------- | ----------- |
| da-DK          | Danimarca   |
| da-GL          | Groenlandia |

| Identificatore | Regione                          |
| -------------- | -------------------------------- |
| fr-AD          | Andorra                          |
| fr-BE          | Belgio                           |
| fr-BF          | Burkina Faso                     |
| fr-BI          | Burundi                          |
| fr-BJ          | Benin                            |
| fr-CA          | Canada                           |
| fr-CD          | Repubblica Democratica del Congo |
| fr-CF          | Repubblica Centrafricana         |
| fr-CG          | Repubblica del Congo             |
| fr-CH          | Svizzera                         |
| fr-CI          | Costa d'Avorio                   |
| fr-CM          | Camerun                          |
| fr-DJ          | Gibuti                           |
| fr-FR          | Francia                          |
| fr-GA          | Gabon                            |
| fr-GB          | Regno Unito                      |
| fr-GF          | Guyana francese                  |
| fr-GN          | Guinea                           |
| fr-GP          | Guadalupa                        |
| fr-HT          | Haiti                            |
| fr-IT          | Italia                           |
| fr-KM          | Comore                           |
| fr-LB          | Libano                           |
| fr-LU          | Lussemburgo                      |
| fr-MC          | Principato di Monaco             |
| fr-MG          | Madagascar                       |
| fr-ML          | Mali                             |
| fr-MQ          | Martinica                        |
| fr-NC          | Nuova Caledonia                  |
| fr-PF          | Polinesia Francese               |
| fr-PM          | Saint-Pierre e Miquelon          |
| fr-RE          | Réunion                          |
| fr-RW          | Ruanda                           |
| fr-SC          | Seychelles                       |
| fr-TD          | Ciad                             |
| fr-TG          | Togo                             |
| fr-VU          | Vanuatu                          |
| fr-WF          | Wallis e Futuna                  |
| fr-YT          | Mayotte                          |

| Identificatore | Regione |
| -------------- | ------- |
| el-CY          | Cipro   |
| el-GR          | Grecia  |

| Identificatore | Regione                                  |
| -------------- | ---------------------------------------- |
| en-AG          | Antigua e Barbuda                        |
| en-AI          | Anguilla                                 |
| en-AS          | Samoa                                    |
| en-AU          | Australia                                |
| en-BB          | Barbados                                 |
| en-BM          | Bermuda                                  |
| en-BN          | Brunei                                   |
| en-BS          | Bahamas                                  |
| en-BW          | Botswana                                 |
| en-BZ          | Belize                                   |
| en-CA          | Canada                                   |
| en-CK          | Isole Cook                               |
| en-CM          | Camerun                                  |
| en-DM          | Rep. Dominicana                          |
| en-ER          | Eritrea                                  |
| en-ET          | Etiopia                                  |
| en-FJ          | Figi                                     |
| en-FK          | Isole Falkland                           |
| en-FM          | Micronesia                               |
| en-GB          | Regno Unito                              |
| en-GD          | Grenada                                  |
| en-GH          | Ghana                                    |
| en-GI          | Gibilterra                               |
| en-GM          | Gambia                                   |
| en-GU          | Guam                                     |
| en-GY          | Guyana                                   |
| en-IE          | Irlanda                                  |
| en-IL          | Israele                                  |
| en-IO          | Territori britannici dell'Oceano Indiano |
| en-JM          | Giamaica                                 |
| en-KE          | Kenya                                    |
| en-KI          | Kiribati                                 |
| en-KN          | Saint Kitts e Nevis                      |
| en-KY          | Isole Cayman                             |
| en-LC          | Saint Lucia                              |
| en-LR          | Liberia                                  |
| en-LS          | Lesotho                                  |
| en-MP          | Isole Marianne Settentrionali            |
| en-MS          | Montserrat                               |
| en-MT          | Malta                                    |
| en-MU          | Mauritius                                |
| en-MW          | Malawi                                   |
| en-NA          | Namibia                                  |
| en-NF          | Isola Norfolk                            |
| en-NG          | Nigeria                                  |
| en-NR          | Nauru                                    |
| en-NU          | Niue                                     |
| en-NZ          | Nuova Zelanda                            |
| en-PG          | Papua Nuova Guinea                       |
| en-PH          | Filippine                                |
| en-PK          | Pakistan                                 |
| en-PN          | Isole Pitcairn                           |
| en-PR          | Porto Rico                               |
| en-PW          | Palau                                    |
| en-RW          | Ruanda                                   |
| en-SB          | Isole Salomone                           |
| en-SC          | Seychelles                               |
| en-SG          | Singapore                                |
| en-SH          | Sant'Elena                               |
| en-SL          | Sierra Leone                             |
| en-SO          | Somalia                                  |
| en-SZ          | eSwatini                                 |
| en-TC          | Turks e Caicos                           |
| en-TK          | Tokelau                                  |
| en-TO          | Tonga                                    |
| en-TT          | Trinidad e Tobago                        |
| en-UG          | Uganda                                   |
| en-US          | Stati Uniti                              |
| en-VC          | Saint Vincent e Grenadine                |
| en-VG          | Isole Vergini britanniche                |
| en-VI          | Isole Vergini Americane                  |
| en-VU          | Vanuatu                                  |
| en-WS          | Samoa                                    |
| en-ZA          | Sudafrica                                |
| en-ZM          | Zambia                                   |
| en-ZW          | Zimbabwe                                 |

| Identificatore | Regione     |
| -------------- | ----------- |
| ga-GB          | Regno Unito |
| ga-IE          | Irlanda     |

| Identificatore | Regione            |
| -------------- | ------------------ |
| it-CH          | Svizzera           |
| it-HR          | Croazia            |
| it-IT          | Italia             |
| it-SI          | Slovenia           |
| it-SM          | San Marino         |
| it-VA          | Città del Vaticano |

| Identificatore | Regione                          |
| -------------- | -------------------------------- |
| ln-CD          | Repubblica Democratica del Congo |
| ln-CG          | Repubblica del Congo             |

| Identificatore | Regione   |
| -------------- | --------- |
| ms-BN          | Brunei    |
| ms-MY          | Malaysia  |
| ms-SG          | Singapore |

| Identificatore | Regione          |
| -------------- | ---------------- |
| nl-AN          | Antille olandesi |
| nl-AW          | Aruba            |
| nl-BE          | Belgio           |
| nl-NL          | Paesi Bassi      |
| nl-SR          | Suriname         |

| Identificatore | Regione             |
| -------------- | ------------------- |
| pt-AO          | Angola              |
| pt-BR          | Brasile             |
| pt-CV          | Capo Verde          |
| pt-GW          | Guinea-Bissau       |
| pt-MZ          | Mozambico           |
| pt-PT          | Portogallo          |
| pt-ST          | São Tomé e Príncipe |

| Identificatore | Regione  |
| -------------- | -------- |
| ro-MD          | Moldavia |
| ro-RO          | Romania  |

| Identificatore | Regione              |
| -------------- | -------------------- |
| sr-BA          | Bosnia ed Erzegovina |
| sr-YU          | Serbia e Montenegro  |

| Identificatore | Regione  |
| -------------- | -------- |
| sd-IN          | India    |
| sd-PK          | Pakistan |

| Identificatore | Regione            |
| -------------- | ------------------ |
| es-AR          | Argentina          |
| es-BO          | Bolivia            |
| es-CL          | Cile               |
| es-CO          | Colombia           |
| es-CR          | Costa Rica         |
| es-CU          | Cuba               |
| es-DO          | Rep. Dominicana    |
| es-EC          | Ecuador            |
| es-ES          | Spagna             |
| es-GQ          | Guinea Equatoriale |
| es-GT          | Guatemala          |
| es-HN          | Honduras           |
| es-MX          | Messico            |
| es-NI          | Nicaragua          |
| es-PA          | Panama             |
| es-PE          | Perù               |
| es-PR          | Porto Rico         |
| es-PY          | Paraguay           |
| es-SV          | El Salvador        |
| es-US          | Stati Uniti        |
| es-UY          | Uruguay            |
| es-VE          | Venezuela          |

| Identificatore | Regione   |
| -------------- | --------- |
| sv-FI          | Finlandia |
| sv-SE          | Svezia    |

| Identificatore | Regione  |
| -------------- | -------- |
| sw-KE          | Kenya    |
| sw-TZ          | Tanzania |

| Identificatore | Regione   |
| -------------- | --------- |
| ss-SZ          | eSwatini  |
| ss-ZA          | Sudafrica |

| Identificatore | Regione   |
| -------------- | --------- |
| ta-IN          | India     |
| ta-SG          | Singapore |

| Identificatore | Regione       |
| -------------- | ------------- |
| de-AT          | Austria       |
| de-BE          | Belgio        |
| de-CH          | Svizzera      |
| de-DE          | Germania      |
| de-DK          | Danimarca     |
| de-IT          | Italia        |
| de-LI          | Liechtenstein |
| de-LU          | Lussemburgo   |

| Identificatore | Regione   |
| -------------- | --------- |
| tn-BW          | Botswana  |
| tn-ZA          | Sudafrica |

| Identificatore | Regione  |
| -------------- | -------- |
| tr-BG          | Bulgaria |
| tr-CY          | Cipro    |
| tr-TR          | Turchia  |

| Identificatore | Regione  |
| -------------- | -------- |
| hu-HU          | Ungheria |
| hu-SI          | Slovenia |

| Identificatore | Regione  |
| -------------- | -------- |
| ur-IN          | India    |
| ur-PK          | Pakistan |